# Zdeněk Košler
Zdeněk Košler (Praga, 25 marzo 1928 – Praga, 2 luglio 1995) è stato un direttore d'orchestra ceco.

## Biografia
Dopo aver terminato i suoi studi al Ginnasio, si iscrisse all'Accademia delle Arti di Praga; nel 1948, ancora studente, cominciò a lavorare come repetitore al Teatro Nazionale di Praga. In quel periodo iniziò anche a fare esperienza come direttore d'orchestra. Nel 1949 aderì all'Opera di Olomouc, dove diresse L'affare Makropulos di Leoš Janáček e le mozartiane Così fan tutte e Nozze di Figaro..
Nel 1959 vinse il Concorso Internazionale Giovani Conduttori a Besançon (Francia), e nel 1963 (ex aequo con Claudio Abbado e Pedro Calderon) il prestigioso premio "Mitropoulos" della New York Philharmonic; in seguito divenne assistente, per un anno, del Direttore Leonard Bernstein sempre alla New York Philharmonic. Dal 1962 al 1964 lavorò ad Ostrava.
Lavorò molto anche all'estero: a Vienna, alla Wiener Staatsoper, diresse l'opera Salomè di Richard Strauss e il ciclo completo delle sinfonie di Antonín Dvořák. Alla fine degli anni '60 divenne il conduttore ospite dell'Opera Comica di Berlino. 
Fu anche secondo direttore della Filarmonica Ceca, ed è diventato direttore principale del teatro dell'opera di Bratislava nel 1971. Dal 1980 al 1984 diresse l'Orchestra del Teatro Nazionale di Praga. Si è ritirato nel 1992.
Kosler fu molto famoso anche al di fuori della Cecoslovacchia: tenne concerti in Austria, in Inghilterra, negli Stati Uniti e in Canada. Ha visitato spesso anche il Giappone, dove si esibì con molte orchestre per più di trenta volte. Svolse un ruolo importante per la vita musicale ceca, in particolare nel corso degli anni '60 e anni '80.
Nel 1974 lo Stato gli conferì il titolo di Artista meritevole e nel 1984 quello di Artista nazionale.

## Vita privata
Proveniva da una famiglia musicale: suo padre era membro dell'orchestra del Teatro Nazionale di Praga, e suo fratello minore è stato un apprezzato maestro di coro.

## Riferimenti
- Bedřich Smetana, Dalibor. Note di copertina del CD Supraphon (SU 0077-2-6).